# Charles Lee (prawnik)
Charles Lee (ur. w 1758, zm. 24 czerwca 1815) – amerykański prawnik i polityk.
W 1795 roku, po śmierci Williama Bradforda został mianowany prokuratorem generalnym Stanów Zjednoczonych przez prezydenta George’a Washingtona. Zajmował to stanowisko również podczas kadencji prezydenta Johna Adamsa do 4 marca 1801 roku.